# Salut militaire
Pour les articles homonymes, voir Salut.

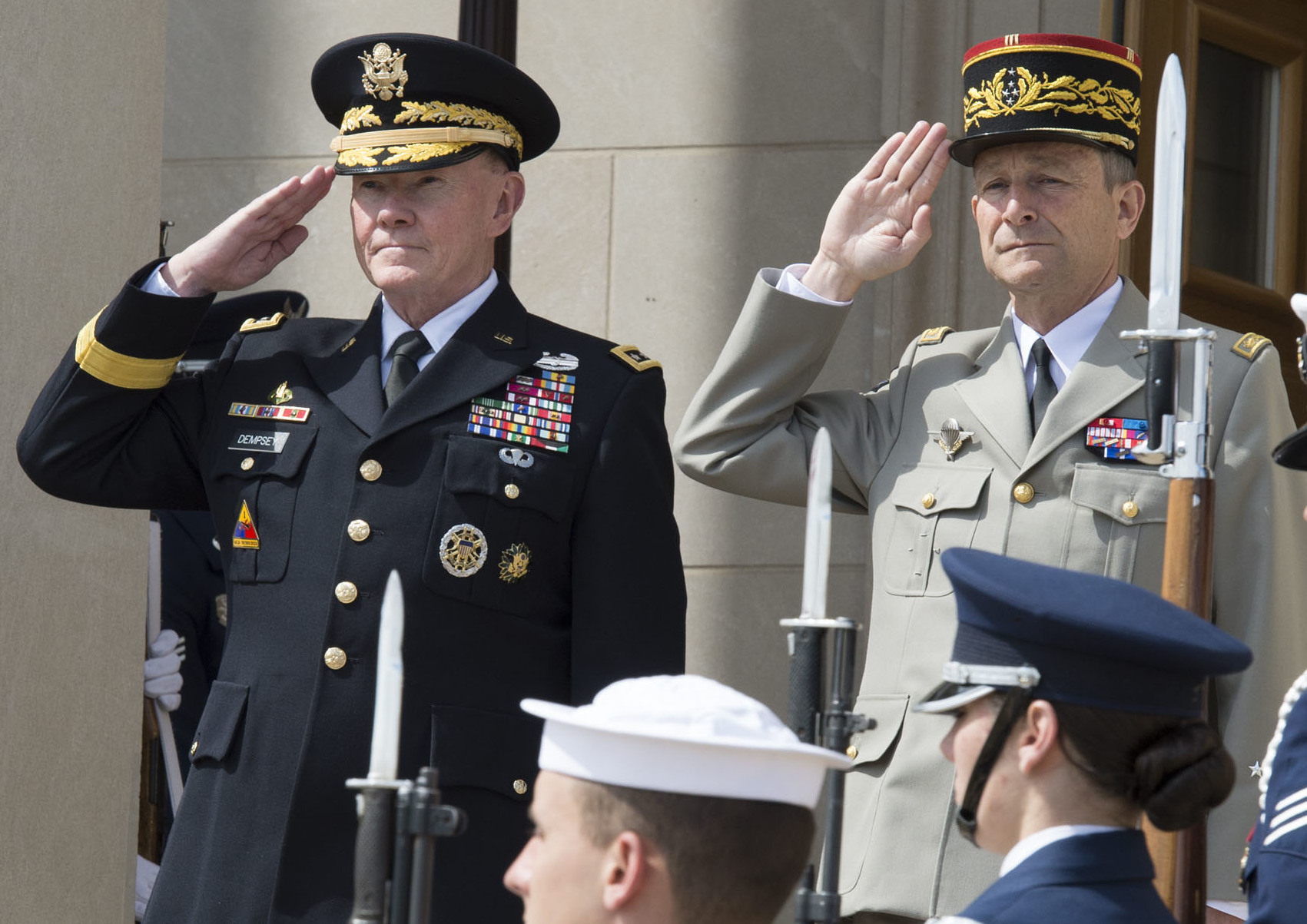
Salut militaire par le général américain Martin Dempsey (à gauche) et le général français Pierre de Villiers (à droite).

Le salut militaire est un signe de respect et de fraternité qu'échangent deux soldats lorsqu'ils se rencontrent, ou une marque de subordination témoignée par les militaires à leurs supérieurs hiérarchiques (y compris les autorités civiles).

## Historique
Le salut militaire fut d’abord le signe de paix et de fraternité échangé, de loin, par deux voyageurs qui se rencontraient. En élevant leur main droite largement ouverte, ils montraient l’un à l’autre l’absence d’armes dans leur main. L'origine remonterait à l’Antiquité, où les guerriers l'effectuaient avec la même signification.
La chevalerie du Moyen Âge fit évoluer la signification du geste en le transformant en geste de courtoisie. Au moment d’un combat singulier, les deux adversaires portaient la main droite à la hauteur du heaume pour en soulever la visière et montrer leur visage,.
Selon certains manuels militaires, le salut militaire occidental moderne est né lorsque des chevaliers se saluaient pour montrer leurs intentions amicales en levant leur visière pour montrer leur visage. D'autres notent également que le fait de lever sa visière était un moyen de s'identifier en disant « Voici qui je suis, et je n'ai pas peur ». Les visières médiévales étaient, à cette fin, équipées d'une pointe saillante qui permettait de lever la visière en utilisant un mouvement de salut. Relever sa visière signifiait renoncer à la protection de la tête et signalait ainsi des intentions pacifiques, surtout entre chevaliers de même rang. Relever la visière pour s'identifier n'était pas forcément nécessaire, puisque les chevaliers portaient souvent leurs armoiries sur le bouclier ou le casque notamment lors des tournois.
Le salut militaire conserve ce caractère de fraternité et de courtoisie jusqu’au XVIIe siècle quand il devient un signe de fidélité. Désormais, lorsque deux militaires se rencontraient, ils levaient la main droite vers le ciel, en écartant trois doigts, faisant ainsi allusion aux trois personnes de la Sainte-Trinité (cette gestuelle étant toujours en vigueur lors de la prestation de serment des nouvelles recrues de la garde suisse pontificale du Vatican).
Plus tard, la main s’arrêta à la hauteur de la coiffe (casque, casquette, chapeau, béret, bonnet). Ce geste ne comportait aucune nuance de subordination, il rappelait simplement la mission et l’idéal commun : la fidélité au drapeau sous lequel ils ont prêté serment de servir.

## De nos jours
Pour les armées des autres pays du monde occidental, le salut militaire est devenu un geste que le règlement exige. Au premier degré, c’est un geste d’échange de respects, au second degré ce geste souligne la fraternité, la courtoisie et la fidélité. Ce salut est réciproque, c'est-à-dire que celui que l'on salue est tenu de « répondre » en saluant à son tour.

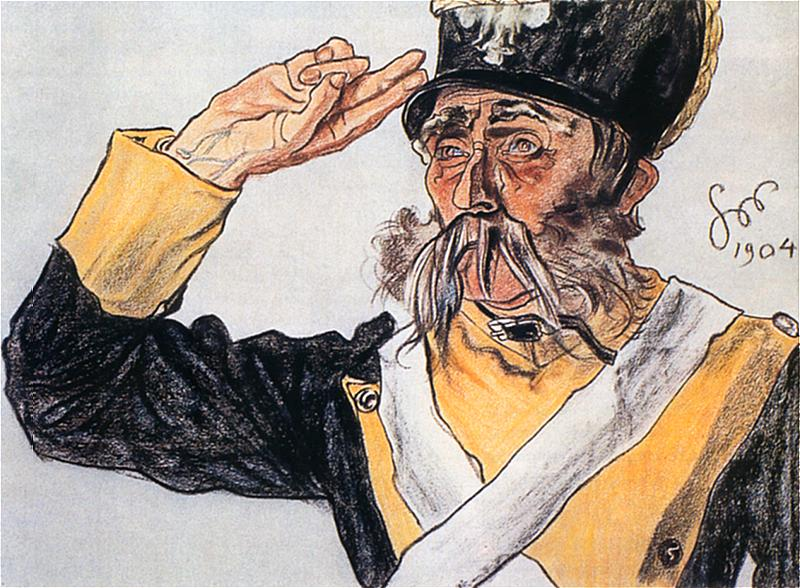
Le salut polonais. Dessin de Stanisław Wyspiański (1904).

L’armée polonaise utilise le salut avec deux doigts (pl), ce qui fut source de divers malentendus avec les forces alliées lors de la Seconde Guerre mondiale.
En France, le salut se fait toujours en portant la main à la tempe quand le militaire est dans une tenue comportant une coiffe à moins d'être en armes. Saluer en portant la main au visage avec une arme sur soi revient à contredire le salut lui-même, initialement institué pour montrer l'absence d'arme.
Au Royaume-Uni, lorsque le militaire est dans une tenue comportant une coiffure, le salut consiste à porter la main droite à hauteur de la tempe, doigts tendus et joints, paume visible sauf dans la marine, dans l'axe du bras, lui-même presque à l'horizontale. En l'absence de coiffure ou avec une arme sur soi (à l'exception d'un pistolet, coiffé ou non), le salut s'effectue en relevant le menton vivement et en claquant au moins une cuisse de sa main, tout en regardant dans les yeux.  
Au Canada, le salut s'exerce envers le corps des officiers de Sa Majesté. Les membres du rang et sous-officiers saluent, à hauteur de tempe, doigts tendus et joints, paume de la main non-visible (type de salut également en cours aux États-Unis), en signe de respect envers la commission (la commission est un document octroyé par Sa Majesté qui donne le pouvoir de commandement aux officiers). Au Canada, le salut peut aussi être fait à n'importe qui, servant dans ce cas à symboliser le respect envers la personne saluée.
Le salut « paume cachée » (ou horizontale) est dit issu de la tradition navale, où il était réservé au salut aux officiers. Les hommes d'équipage et les officiers mariniers avaient en effet les paumes salies par les corvées, notamment par le goudron du calfat, indélébile, et saluaient de façon à ne pas montrer cette souillure aux officiers. Néanmoins, cette tradition n'a pas perduré en France, le salut se faisant aujourd'hui « paume visible ». Le salut « paume cachée » est en vigueur dans de nombreux pays, notamment les États-Unis, l'Allemagne, la Suisse.

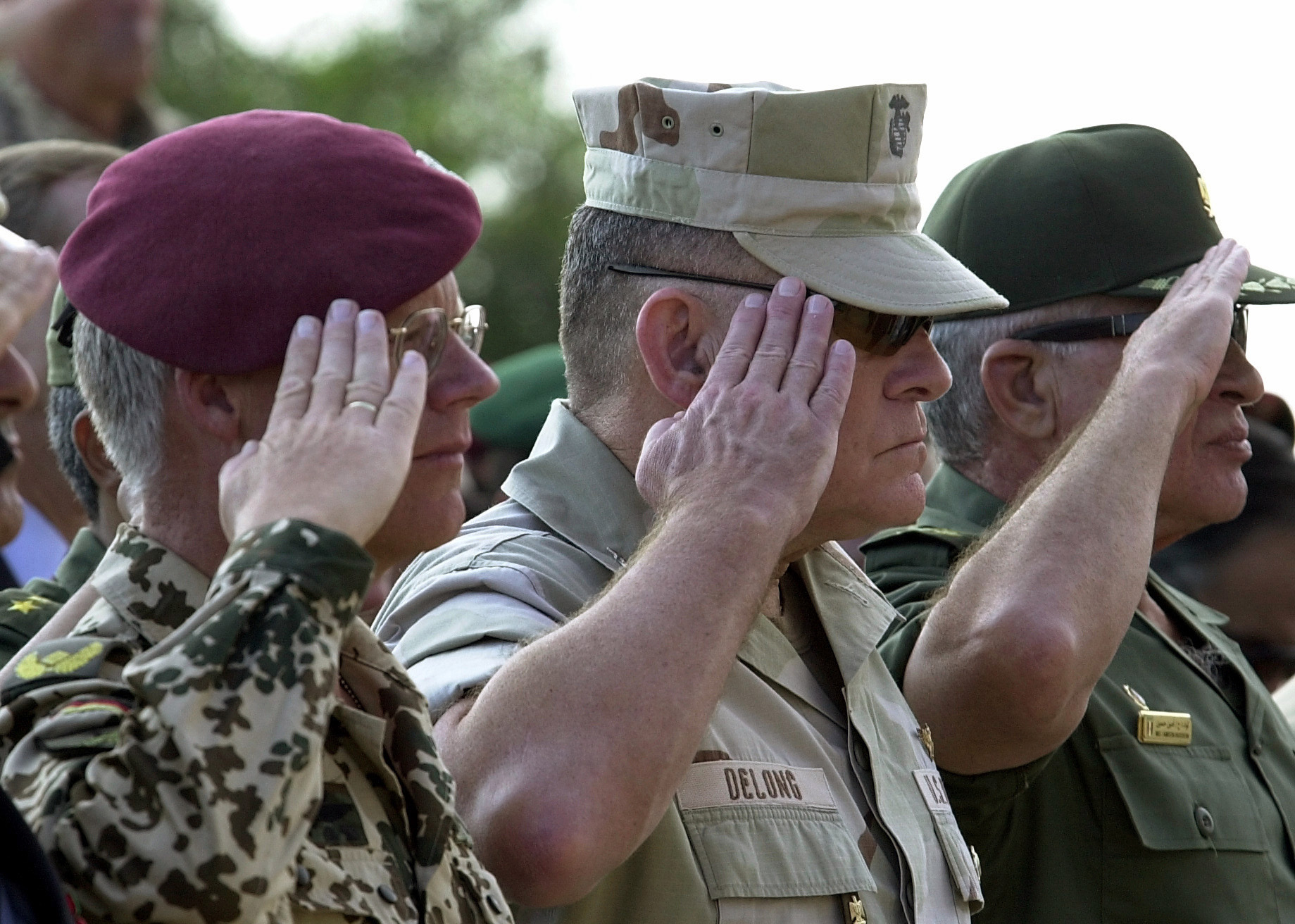
Salut militaire par trois généraux allemand, américain et égyptien.
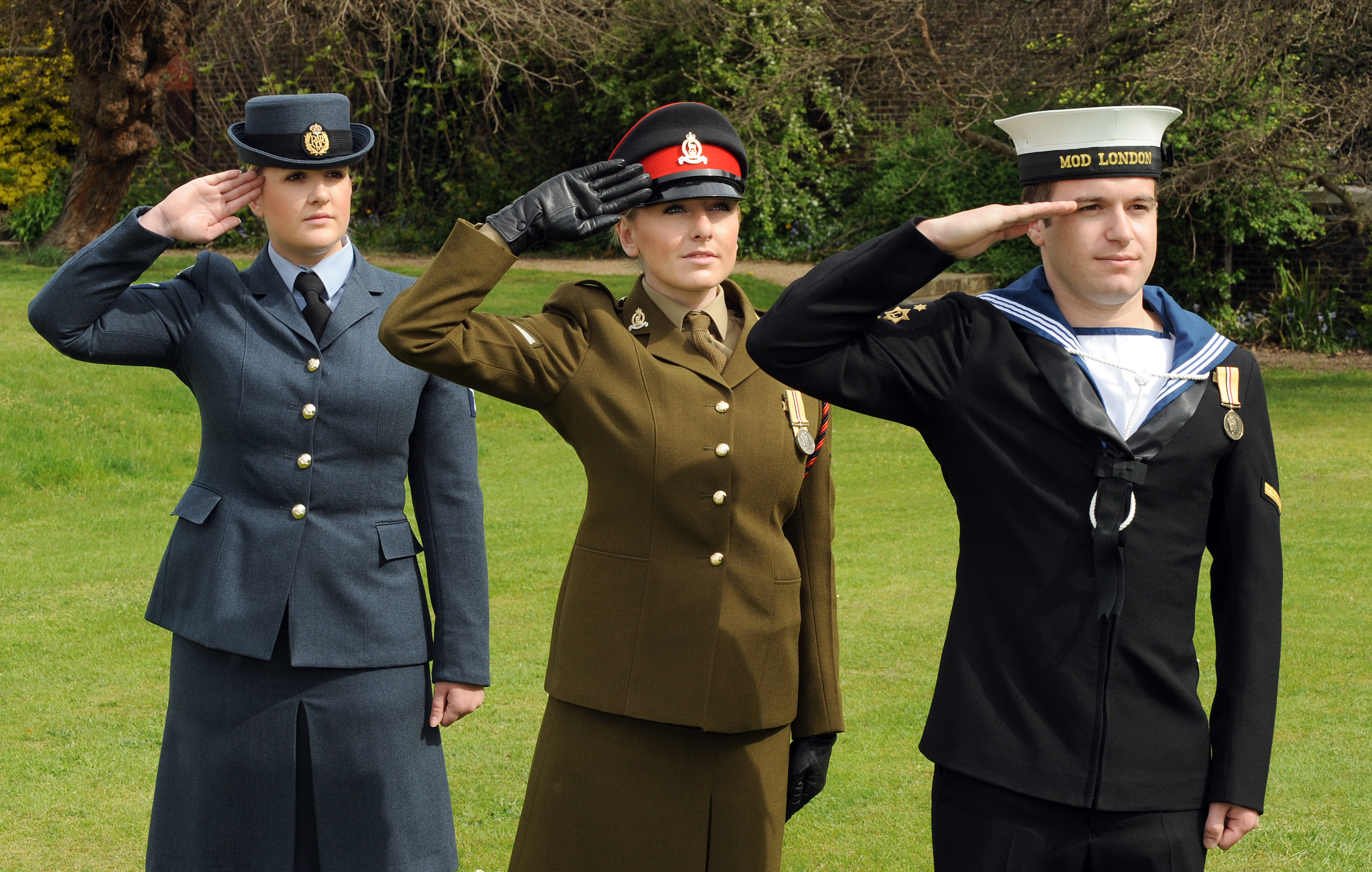
Personnels de la Royal Air Force, la British Army et la Royal Navy saluant.
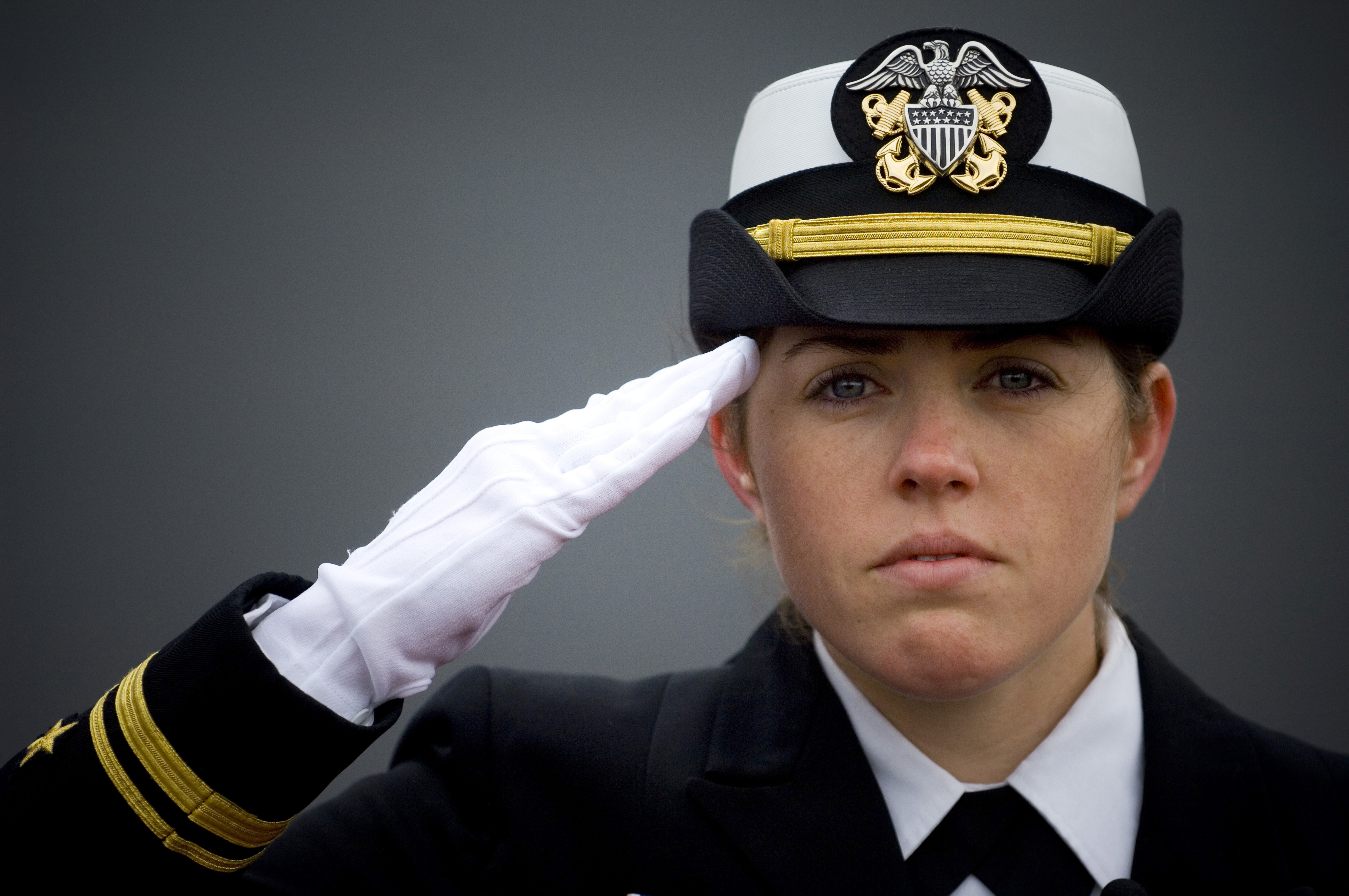
Une officière de l'US Navy saluant gantée.